# Mount Boda
Mount Boda ist ein Berg im ostantarktischen Enderbyland. Er ragt unmittelbar nördlich der Amphitheatre Peaks am westlichen Ende der Nye Mountains auf.
Kartiert wurde er mittels Luftaufnahmen, die 1956 im Zuge der Australian National Antarctic Research Expeditions entstanden. Das Antarctic Names Committee of Australia (ANCA) benannte ihn nach John Boda, medizinischer Offizier auf der Wilkes-Station im Jahr 1959.